# Іваніщева
Івані́щева (рос. Иванищева) — присілок у складі Ірбітського міського округу Свердловської області.
Населення — 12 осіб (2010, 15 у 2002).
Національний склад населення станом на 2002 рік: росіяни — 100 %.